# Paul Breitner
Paul Breitner (n. 5 septembrie 1951, München, RFG) este un fost fotbalist german, selecționat de 48 de ori în echipa națională a țării sale. În prezent, este jurnalist și are funcția de consilier al clubului de fotbal Bayern München.

## Cariera

### La echipe de club
Paul Breitner a debutat în Bundesliga în sezonul 1970-1971, când a evoluat în 21 de partide și a marcat 2 goluri pentru Bayern München. Tot în primul an la Bayern, Breitner avea să câștige primul său trofeu: Cupa Germaniei. Nu avea să aștepte foarte mult și avea să câștige și primul său titlu de campion, la finalul sezonului 1971-1972.
Breitner a părăsit formația bavareză în anul 1974, chiar după Campionatul Mondial de Fotbal din Germania de Vest, pentru a evolua la formația spaniolă Real Madrid. Până în 1974, Breitner avea să mai câștige încă două titluri de campion al Germaniei (1973, 1974) și Cupa Campionilor Europeni, tot în 1974, după o finală în care Bayern a învins la rejucare cu 4-0, după ce în tur egalase în minutul 119. Breitner a jucat atât în finală, cât și în rejucarea acesteia.
La formația spaniolă, Breitner a jucat timp de trei sezoane, totalizând 80 de partide în Primera Division și marcând 10 goluri. Ca jucător al formației madrilene, Breitner a reușit să cucerească două titluri de campion al Spaniei (în anii 1975 și 1976) și o Cupă a Regelui (în anul 1975). Breitner avea să se întoarcă însă în Germania la sfârșitul sezonului 1976-1977.
Nu avea să se întoarcă la Bayern München, ci la Eintracht Braunschweig. Totuși, după doar un sezon petrecut la această formație, sezon în care a jucat în 30 de meciuri și a marcat 10 goluri (câte marcase la Real Madrid pe parcursul a trei sezoane) el avea să se întoarcă la formația sa de suflet, Bayern.
Revenirea lui Breitner la Bayern a fost de bun augur pentru nonconformistul jucător german: deși sezonul 1978-1979 nu a adus niciun trofeu în vistieria clubului, în 1980 Breitner reușea să câștige alături de Bayern al patrulea său titlu de campion al Germaniei. A urmat al cincilea și ultimul său titlu (în 1981), an în care Breitner era declarat jucătorul german al anului. După încă un an excelent, 1982, Breitner a mai petrecut un singur sezon ca jucător profesionist, retrăgându-se la sfârșitul sezonului 1982-1983, la vârsta de nici 32 de ani.

## La echipa națională
Paul Breitner a debutat la echipa națională în anul 1971, la vârsta de 20 de ani. Peste doar un an, fotbalistul german avea să participe la turneul final al Campionatului European, turneu câștigat de echipa Germaniei. Breitner devenea astfel campion european, evoluând și el în finala împotriva Uniunii Sovietice.
Peste doi ani, la Campionatul Mondial de Fotbal 1974, desfășurat chiar în Germania de Vest, Breitner a fost unul din artizanii succesului echipei germane. Alături de jucători precum Franz Beckenbauer, Gerd Muller, Berti Vogts sau Sepp Maier, Breitner a reușit să devină campion mondial.
În chiar primul meci al Germaniei de Vest la acest turneu final, Breitner a deschis scorul pentru naționala sa în partida cu Echipa națională de fotbal a Chile. Scorul final avea să rămână 1-0, iar naționala lui Breitner avea să câștige primele puncte care au ajutat-o să ajungă în faza a doua a grupelor. În meciul cu Iugoslavia, Breitner și Gerd Muller au reușit să aducă victoria Germaniei de Vest, victorie crucială pentru calificarea în finală. În ultimul act, Germania de Vest întâlnea Olanda lui Johan Cruijff. Chiar dacă Olanda a deschis scorul repede, în minutul 2, prin Neeskens, egalarea avea să vină din partea lui Paul Breitner, care a transformat o lovitură de la unsprezece metri în minutul 25. Când mai erau doar 2 minute până la pauză, Gerd Muller a marcat golul victoriei germane. Datorită plecării sale la Real Madrid, Breitner a pierdut contactul cu echipa națională, la care a revenit în timpul mandatului lui Jupp Derwall. În anul 1982, Breitner a participat la al doilea și ultimul turneu al Campionatului Mondial de Fotbal, în Spania. A evoluat în celebra semifinală împotriva Franței, câștigată de nemți la loviturile de departajare; Breitner a fost unul dintre cei care au transformat un penalty. Din păcate pentru Breitner, avea să piardă finala împotriva Italiei, însă a marcat totuși golul de onoare al nemților, golul de 1-3, devenind unul dintre jucătorii care au marcat în 2 finale de CM, la fel ca Pele sau Vava (iar mai apoi Zinedine Zidane). Avea să fie ultimul turneu final pentru Breitner, care s-a retras de la națională după acest turneu final, el bifând 48 de selecții la națională și marcând 10 goluri (dintre care 4 la Campionatele Mondiale).